# Svetozar Miletić (pueblo)
Svetozar Miletić (serbio cirílico: Светозар Милетић; húngaro: Nemesmilitics; croata: Lemeš; alemán: Milititsch) es un pueblo de Serbia, constituido administrativamente como una pedanía de la ciudad de Sombor en el distrito de Bačka del Oeste de la provincia autónoma de Voivodina.
En 2011 tenía 2746 habitantes, de los cuales la mitad eran magiares y la otra mitad eran eslavos meridionales de diverso origen, estos últimos principalmente croatas, serbios y bunjevcis.
La localidad fue fundada a mediados del siglo XVIII y estuvo habitada en sus primeros años principalmente por magiares. Su nombre original en húngaro Nemesmilitics se asemejaba al del político Svetozar Miletić, uno de los principales líderes políticos serbios en Voivodina en la segunda mitad del siglo XIX; debido a ello, el reino de los Serbios, Croatas y Eslovenos dio su nombre al pueblo en 1925.
Se ubica unos 10 km al noreste de Sombor, sobre la carretera 12 que lleva a Subotica.